# 匡培梓
匡培梓（1932年7月—2012年7月20日），女，江苏无锡人，中国心理学家。曾任中国心理学会副理事长、中国心理学会生理心理学专业委员会主任等。现任国务院学位委员会心理学学科评审组召集人。

## 生平
1932年7月生于江苏无锡。1953年毕业于南京大学心理学系。毕业后在中国科学院工作。1961年在苏联科学院获生物学博士学位。1987年至1994年任中国科学院心理研究所所长。
2012年7月20日于北京去世。